# Luca Beltrami

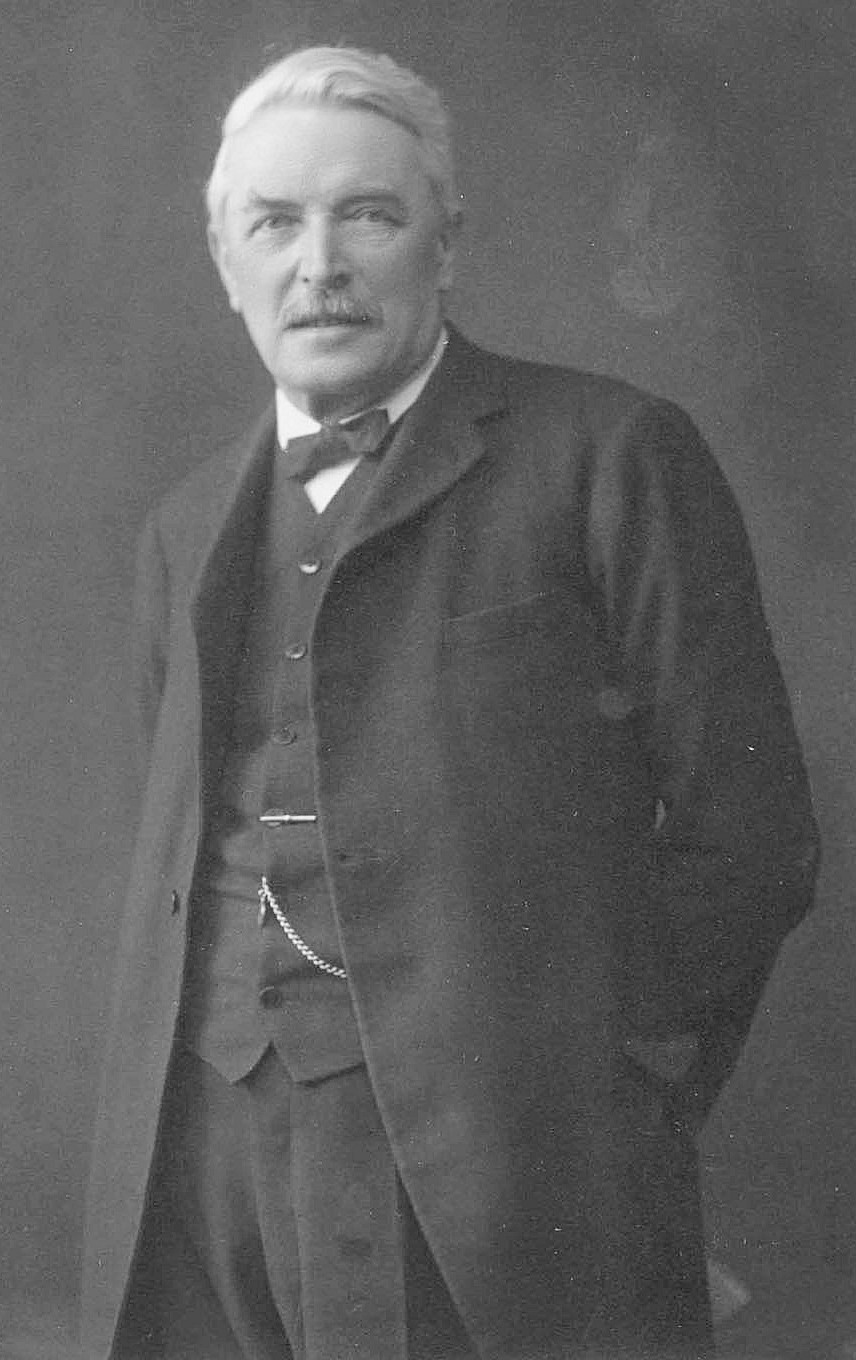
Luca Beltrami

Luca Beltrami (* 13. November 1854 in Mailand; † 8. August 1933 in Rom) war ein italienischer Architekt und Architekturhistoriker. Er war einer der ersten Architekten, die sich auf die Restaurierung von historischen Bauwerken spezialisierten. Zukunftsweisend war seine Herangehensweise, die zu restaurierenden Bauwerke zunächst einer historischen und baugeschichtlichen Untersuchung zu unterziehen und dabei auch ihren „Kontext“ einzubeziehen.

## Leben

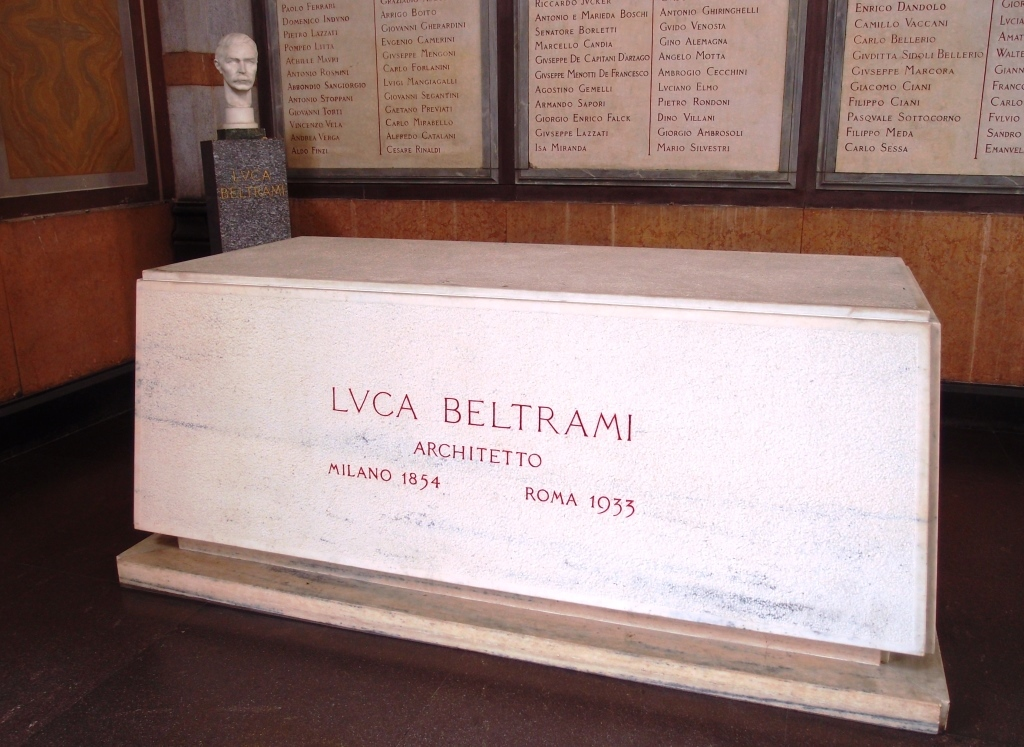
Sarkophag und Büste von Luca Beltrami auf dem Cimitero Monumentale von Mailand

Nach dem Studium am Politecnico di Milano, das er 1875 abschloss und wo er enge Freundschaft mit Luigi Conconi (1852–1917) schloss, ging er für drei Jahre nach Paris, wo er von Charles Garnier beeinflusst wurde und die École Nationale des Beaux-Arts besuchte. Er fand Gelegenheit, auch in Frankreich Stiche von Bauwerken anzufertigen: ein Bild der Kathedrale St-Trophime d’Arles konnte er mehrmals auf Ausstellungen zeigen. 1880 wurde er Professor an der Accademia di Belle Arti di Brera in Mailand. 1920 zog er nach Rom und wurde 1922 unter Papst Pius XI., mit dem er aus Mailand her befreundet war, Architekt des Vatikans.
Von 1890 bis 1897 war er Abgeordneter im italienischen Parlament, ab 1905 Senatore del Regno.
Seit 1914 gehörte er der Accademia della Crusca in Florenz an. 1920 wurde er als assoziiertes Mitglied in die Königliche Akademie der Wissenschaften und Schönen Künste von Belgien (Classe des Beaux-Arts) aufgenommen.
Beltrami wurde auf dem Cimitero Monumentale von Mailand begraben.

## Hauptwerke

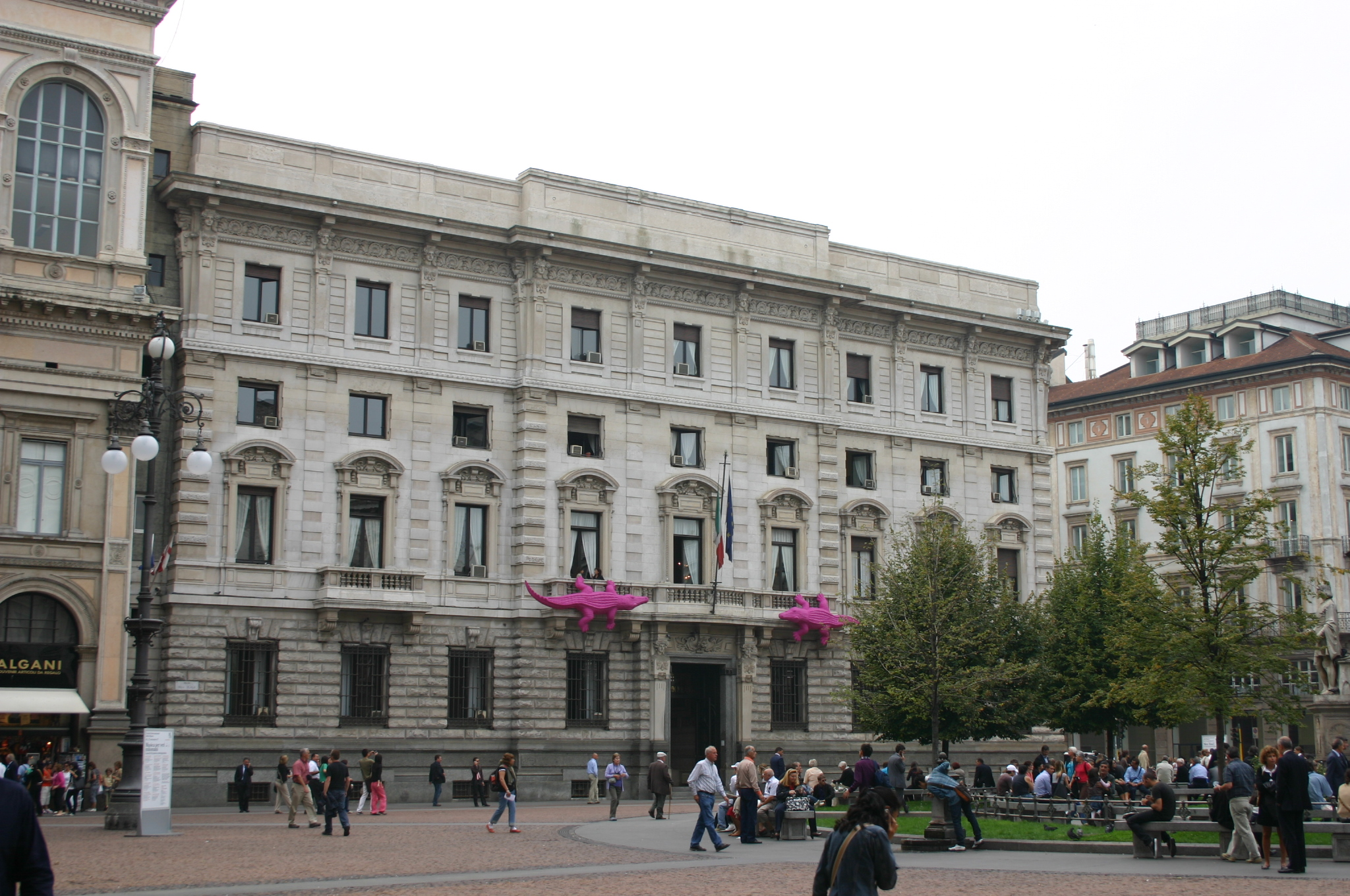
Gebäude der Banca Commerciale Italiana (1918–1927), aufgenommen im Jahr 2007

### Neu- oder Umbauten
- Palazzo de La Permanente in der Via Turati (1883–1885)[3]
- Fassadenneufassung des Palazzo Marino (1886–1892)[4]
- Synagoge (1890–1892)[4]
- Gebäude der Assicurazioni Generali am Piazza Cordusio (1897–1899)[5]
- Neubau von Redaktion und Druck der Tageszeitung Corriere della Sera, Via Solferino (1903–1904)[6]
- Sitz der Banca Commerciale Italiana (1905–1911)[7]
- Palazzo Beltrami, ehemaliger Sitz der Banca Commerciale Italiana, heute Rechtsabteilung der Stadtverwaltung von Mailand, direkt neben dem Eingang zur Galleria Vittorio Emanuele II (1918–1927)[7]
- Gebäude der Pinacoteca Vaticana (1932)

### Restaurierungen
- Castello Sforzesco in Mailand (1893–1906)[8]
- Rocca Sforzesca in Soncino

## Schriften
- Relazione al Consiglio comunale del progetto di completamento del Palazzo Marino nella fronte verso Piazza della Scala,.Mailand 1886.
- La Certosa di Pavia. Mailand 1895.